# Championnat d'Espagne de rugby à XV 2014-2015
 (août 2025).
Si vous disposez d'ouvrages ou d'articles de référence ou si vous connaissez des sites web de qualité traitant du thème abordé ici, merci de compléter l'article en donnant les références utiles à sa vérifiabilité et en les liant à la section « Notes et références ».
Navigation
División de Honor 2013-2014 División de Honor 2015-2016
Le championnat d'Espagne de rugby à XV 2014-2015 ou División de Honor 2014-2015 est une compétition de rugby à XV qui oppose les douze meilleurs des clubs espagnols. La compétition commence le 7 septembre 2014 et se termine par une finale le 31 mai 2015.
Le championnat se déroule en deux temps : une première phase dite régulière en match aller-retour où toutes les équipes se rencontrent deux fois et une phase finale à élimination directe. Les six premières équipes du classement à l'issue de la phase régulière sont qualifiées pour les playoffs. Les deux premières équipes du classement sont directement qualifiées pour les demi-finales alors que les équipes classées de la troisième à la sixième place s'affrontent en barrage pour l'attribution des deux places restantes dans le dernier carré.

## Les clubs de l'édition 2014-2015
Les 12 équipes de la División de Honor sont :
| CRC Pozuelo FC Barcelone CR Cisneros Gernika RT Getxo Artea RT Hernani CRE Bathco Independiente RC Ordizia RE El Salvador UE Santboiana Valladolid RAC Vigo RC |

| Équipe                  | Stade                              | Capacité | Ville                 |
| ----------------------- | ---------------------------------- | -------- | --------------------- |
| CRC Pozuelo             | Campo de rugby Valle de las Cañas  | 500      | Pozuelo de Alarcón    |
| FC Barcelone            | La Teixonera                       |          | Barcelone             |
| CR Cisneros             | Central de la Ciudad Universitaria |          | Madrid                |
| Gernika RT              | Urbieta                            | 3 000    | Guernica              |
| Getxo Artea RT          | Centre sportif de Fadura           | 3 000    | Getxo                 |
| Hernani CRE (es)        | Landare Toki                       |          | Hernani               |
| Bathco Independiente RC | Mies de Cozada                     | 500      | Santander             |
| Ordizia RE              | Stade municipal d'Altamira         | 500      | Ordizia               |
| El Salvador Rugby       | Stade Pepe-Rojo                    | 4 000    | Valladolid            |
| UE Santboiana           | Estadi Baldiri Aleu                | 1 200    | Sant Boi de Llobregat |
| Valladolid RAC          | Stade Pepe-Rojo                    | 5 000    | Valladolid            |
| Vigo RC                 | Campus de Lagoas-Marcosende        |          | Vigo                  |

## Résumé des résultats

### Classement de la phase régulière
| Rang | Club               | J  | V  | N | D  | Bo | Bd | Pm  | Pe  | Diff | Pts |
| ---- | ------------------ | -- | -- | - | -- | -- | -- | --- | --- | ---- | --- |
| 1    | Valladolid RAC (T) | 18 | 16 | 0 | 2  | 12 | 2  | 527 | 325 | +202 | 78  |
| 2    | UE Santboiana      | 18 | 15 | 0 | 3  | 10 | 1  | 607 | 332 | +275 | 71  |
| 3    | CR Cisneros        | 18 | 14 | 0 | 4  | 13 | 1  | 585 | 313 | +272 | 70  |
| 4    | El Salvador        | 17 | 13 | 0 | 4  | 9  | 3  | 513 | 262 | +251 | 64  |
| 5    | Independiente RC   | 18 | 12 | 0 | 6  | 7  | 3  | 444 | 378 | +66  | 58  |
| 6    | Gernika RT         | 18 | 8  | 1 | 9  | 5  | 3  | 375 | 437 | -62  | 42  |
| 7    | Ordizia RE         | 18 | 7  | 0 | 11 | 3  | 2  | 374 | 436 | -62  | 33  |
| 8    | CRC Pozuelo        | 18 | 6  | 1 | 11 | 2  | 3  | 270 | 447 | -177 | 31  |
| 9    | FC Barcelone (P)   | 18 | 3  | 1 | 14 | 5  | 7  | 382 | 462 | -80  | 26  |
| 10   | Getxo Artea RT     | 18 | 5  | 0 | 13 | 2  | 3  | 336 | 514 | -178 | 25  |
| 11   | Vigo RC            | 18 | 3  | 1 | 14 | 5  | 5  | 310 | 567 | -257 | 24  |
| 12   | Hernani CRE        | 17 | 3  | 0 | 14 | 0  | 4  | 235 | 485 | -250 | 16  |

|  | Qualifiés pour les demi-finales (no 1, no 2).           |
|  | Qualifiés pour les barrages (no 3, no 4, no 5, no 6).   |
|  | Barrage pour la relégation en seconde division (no 11). |
|  | Relégué (no 12).                                        |
|  | T : tenant du titre 2014, P : promu 2014.               |

Attribution des points : victoire sur tapis vert : 5, victoire : 4, match nul : 2, défaite : 0, forfait : -2 ; plus les bonus (offensif : 4 essais marqués ; défensif : défaite par 7 points d'écart ou moins).
Règles de classement : ?

### Phase finale
Les deux premiers de la phase régulière sont directement qualifiés pour les demi-finales. En matchs de barrage pour attribuer les deux autres places, le troisième reçoit le sixième et le quatrième reçoit le cinquième. Les vainqueurs affrontent respectivement le deuxième et le premier.
|  | Barrages | Barrages |  |  | Demi-finales | Demi-finales |  |  | Finale | Finale |
|  | Barrages | Barrages |  |  | Demi-finales | Demi-finales |  |  | Finale | Finale |
|  |          |          |  |  |              |              |  |  |        |        |
|  |          |          |  |  |              |              |  |  |        |        |
|  |          |          |  |  |              |              |  |  |        |        |
|  | [1]      |          |  |  |              |              |  |  |        |        |
|  | [4]      |          |  |  |              |              |  |  |        |        |
|  |          |          |  |  |              |              |  |  |        |        |
|  | [5]      |          |  |  |              |              |  |  |        |        |
|  |          |          |  |  |              |              |  |  |        |        |
|  |          |          |  |  |              |              |  |  |        |        |
|  |          |          |  |  |              |              |  |  |        |        |
|  | [3]      |          |  |  |              |              |  |  |        |        |
|  |          |          |  |  |              |              |  |  |        |        |
|  | [6]      |          |  |  |              |              |  |  |        |        |
|  | [2]      |          |  |  |              |              |  |  |        |        |
|  |          |          |  |  |              |              |  |  |        |        |

## Résultats détaillés

### Phase régulière

#### Tableau synthétique des résultats
L'équipe qui reçoit est indiquée dans la colonne de gauche.
| Clubs             | CRC   | BAR   | CIS   | GER   | GET   | HER   | IND   | ORD   | SAL   | SAN   | VAL   | VIG   |
| ----------------- | ----- | ----- | ----- | ----- | ----- | ----- | ----- | ----- | ----- | ----- | ----- | ----- |
| CRC Pozuelo       |       | 18-16 | 9-34  | 23-26 | -     | 21-18 | 12-14 | 29-20 | 10-36 | 24-28 | 3-26  | -     |
| FC Barcelone      | 13-13 |       | 33-38 | -     | 43-25 | 32-5  | -     | 17-23 | 17-18 | 9-17  | 31-33 | 43-24 |
| CR Cisneros       | -     | 35-14 |       | 49-7  | 29-13 | 40-15 | 22-21 | 69-8  | 22-17 | 29-37 | -     | 42-19 |
| Gernika RT        | 34-0  | 32-18 | -     |       | 19-16 | 10-11 | 17-11 | 19-7  | -     | 24-26 | 10-21 | 38-31 |
| Getxo Artea RT    | 14-15 | 26-23 | 10-29 | -     |       | 39-15 | 22-18 | 27-7  | 25-35 | -     | 13-31 | 32-17 |
| Hernani CRE (es)  | 16-17 | -     | 7-11  | 14-19 | 17-13 |       | 27-38 | 26-12 | -     | 0-38  | 21-29 | -     |
| Independiente RC  | 32-20 | 43-30 | -     | 24-15 | 35-10 | -     |       | 15-5  | 28-22 | 18-37 | -     | 20-14 |
| Ordizia RE        | 48-10 | 18-3  | 19-37 | 39-20 | 36-12 | -     | 17-26 |       | 25-17 | 26-33 | 28-34 | -     |
| El Salvador Rugby | -     | 40-7  | 26-18 | 29-22 | 42-7  | 45-8  | 21-9  | -     |       | 36-3  | 21-22 | 47-0  |
| UE Santboiana     | 29-13 | 32-13 | 31-25 | 63-24 | 61-10 | 50-10 | 21-30 | -     | -     |       | 19-16 | 68-7  |
| Valladolid RAC    | 31-20 | -     | 27-18 | 35-19 | -     | 44-20 | 40-29 | 32-14 | 22-23 | 18-14 |       | 47-7  |
| Vigo RC           | 12-13 | 22-20 | 0-38  | 20-20 | 42-22 | 27-5  | 26-33 | 10-22 | 17-38 | -     | 15-19 |       |

|  | Victoire à domicile |  | Match nul |  | Défaite à domicile |

#### Détail des résultats
Les points marqués par chaque équipe sont inscrits dans les colonnes centrales (3-4) alors que les essais marqués sont donnés dans les colonnes latérales (1-6). Les points de bonus sont symbolisés par une bordure bleue pour les bonus offensifs (trois essais de plus que l'adversaire), orange pour les bonus défensifs (défaite avec au plus sept points d'écart), rouge si les deux bonus sont cumulés.

### Phase finale

#### Barrages
|  |  | – |
|  |  |   |
|  |  |   |

|  |  | – |
|  |  |   |
|  |  |   |

#### Demi-finales
|  |  | – |
|  |  |   |
|  |  |   |

|  |  | – |
|  |  |   |
|  |  |   |

#### Finale
Le vainqueur de l'édition est Valladolid RAC.
|  |  | – |
|  |  |   |
|  |  |   |

## Statistiques

### Meilleurs marqueurs d'essais
| Rang | Joueur              | Club          | Essais |
| ---- | ------------------- | ------------- | ------ |
| 1    | Falemaka Tatafu     | Vigo RC       | 17     |
| 2    | Nil Baró            | UE Santboiana | 16     |
| 3    | Joan Losada         | FC Barcelone  | 13     |
| 4    | Iñigo Olaeta        | Gernika RT    | 11     |
| 5    | Mbiyozo Mpho        | Vigo RC       | 10     |
| -    | José Luis Del Valle | CR Cisneros   | 10     |

### Meilleurs marqueurs de points
| Rang | Joueur             | Club          | Points |
| ---- | ------------------ | ------------- | ------ |
| 1    | Fangatapu Apikotoa | UE Santboiana | 177    |